# شركة صوت الفن
شركة صوت الفن هي شركه إنتاج أفلام وموسيقى مصرية تأسست في عام 1961م على يد مؤسسيها كلاً من الموسيقار محمد عبد الوهاب وعبد الحليم حافظ و مدير التصوير وحيد فريد ومجدى العمروسى.
قدمت أعمال فنية لها تأثير كبير على الساحه الفنية و تعاقدت مع كبار نجوم الغناء مثل فايزة أحمد ونجاة الصغيرة وشادية وليلى مراد ومحمد رشدى وشريفة فاضل وياسمين الخيام.
تحتوي مكتبتها على مجموعة من أهم كتالوجات الموسيقى و الغناء في مصر والوطن العربى و التي ضمت أكثر من 300 ألبوم غنائى و موسيقي .

## وصلات خارجية
قالب:روابط شخص